# Надгробни споменици на старом гробљу у Турији
Надгробни споменици на старом гробљу у Турији представљају објекте од значаја и уврштени су у непокретна добра као споменици културе Србије од 2005. године.

## Опште информације
Надгробни споменици налазе се на старом гробљу у Турији у Видовданској улици, општина Србобран, а настали су у 19. веку.
Овај споменик културе чине надгробни следећи надгобни споменици : надгробни споменик где је сахрањен Јован Клајић,  српски сликар иконограф и портретиста, надгробни споменик где је сахрањен Михајло Чолић, парох туријски, надгробни споменик Петар Чолић, Михајлов син, рођен у Турији, надгробни споменик где је сахрањен Јефрем Јаковљевић,  катедрални ђакон у Новом Саду, администратор парохије у Кишкерешу и катихета на Лицеју сербске јуности у Вацу.
Пети надгробни споменик који са осталима чини целину споменика културе је надгробни споменик на а месту где су сахрањени Паво и Јулијана Јанковић добротвори Матице српске из чије су се задужбине стипендирали сиромашни и добри ученици, надгробни споменик на месту где је сахрањен Василије Церначки (Црнојачки), знаменити Туријац из прве половине 19. века, надгробни споменик  на месту где је сахрањен Сима Стефановић, функционер Уједињене омладине српске и школски старатељ у Турији, као и надгробни споменик у облику шаторског крила који симболише царство небеско, што представља редак примерак ове врсте споменика у Војводини.